# Whymper Spur
Il Whymper Spur (Sperone Whymper) è uno sperone roccioso che si innalza fino a 1.250 m, situato a est della Blanchard Hill, nella Scarpata dei Pionieri della Catena di Shackleton, nella Terra di Coats in Antartide. 
Ricevette questa denominazione nel 1971 dal Comitato britannico per i toponimi antartici in onore dell'alpinista inglese Edward Whymper (1840–1911), componente del gruppo che fece la prima ascensione al monte Cervino il 14 luglio 1865. Nel 1861-62 Edward Whymper aveva anche realizzato il prototipo della "tenda Whymper", una tenda leggera portatile per uso alpinistico.